# Хав'єр Камуньяс
Хав'єр Камуньяс (ісп. Javier Camuñas, нар. 17 липня 1980, Мадрид) — іспанський футболіст, що грав на позиції півзахисника.
Виступав, зокрема, за клуб «Херес».

## Ігрова кар'єра
Народився 17 липня 1980 року в місті Мадрид. Вихованець юнацьких команд футбольних клубів «Реал Мадрид» та «Леганес».
У дорослому футболі дебютував 1999 року виступами за команду «Атлетіко Пінто», в якій провів один сезон, взявши участь у 33 матчах чемпіонату. 
Згодом з 2000 по 2004 рік грав у складі команд «Райо Вальєкано Б», «Хетафе», «Райо Вальєкано» та «Сьюдад де Мурсія».
Своєю грою за останню команду привернув увагу представників тренерського штабу клубу «Херес», до складу якого приєднався 2004 року. Відіграв за клуб з міста Херес-де-ла-Фронтера наступні три сезони своєї ігрової кар'єри. Більшість часу, проведеного у складі «Хереса», був основним гравцем команди.
Протягом 2007—2012 років захищав кольори клубів «Рекреатіво», «Осасуна» та «Вільярреал».
Завершив ігрову кар'єру у команді «Депортіво», за яку виступав протягом 2012—2013 років.